# Pilisphaerion exoticum
Pilisphaerion exoticum är en skalbaggsart som beskrevs av Martins och Dilma Solange Napp 1992. Pilisphaerion exoticum ingår i släktet Pilisphaerion och familjen långhorningar. Inga underarter finns listade i Catalogue of Life.